# V457 Близнецов
V457 Близнецов (лат. V457 Geminorum) — двойная затменная переменная звезда типа W Большой Медведицы (EW) в созвездии Близнецов на расстоянии приблизительно 4 079 световых лет (около 1 251 парсек) от Солнца. Видимая звёздная величина звезды — от +13,96m до +13,53m. Орбитальный период — около 0,4715 суток (11,316 часа).

## Характеристики
Первый компонент — жёлтый карлик спектрального класса G. Радиус — около 1,91 солнечного, светимость — около 3,706 солнечных. Эффективная температура — около 5801 К.
Второй компонент — жёлтый карлик спектрального класса G.